# Peter Ebimobowei
Peter Ebimobowei thường gọi Ebi (sinh ngày 11 tháng 11 năm 1993) là một cầu thủ bóng đá người Nigeria ở vị trí hộ công.
Peter gia nhập Al-Ahly vào tháng 1 năm 2015 từ Bayelsa United ở Nigeria.